# تشيزاري بوفو

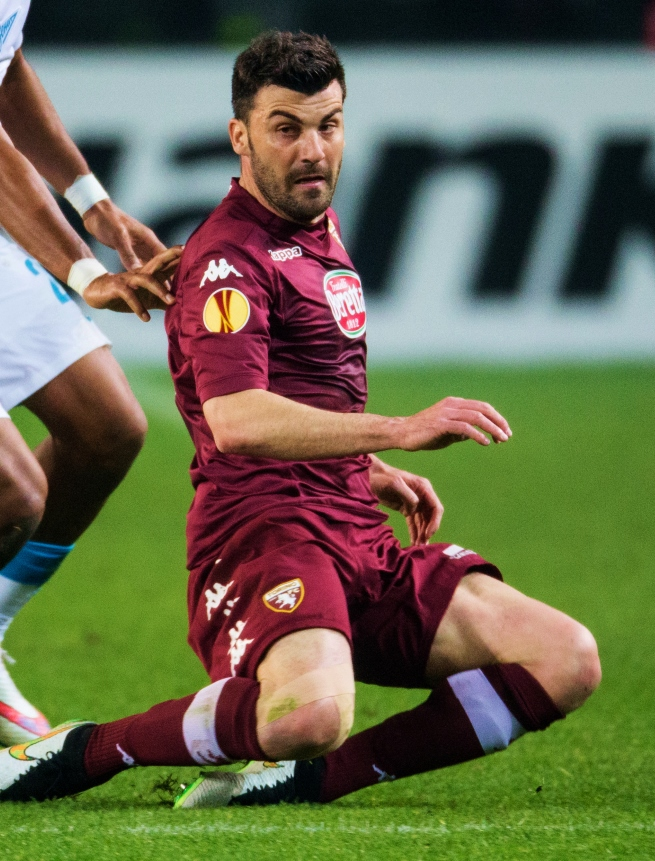

تشيزاري بوفو (بالإيطالية: Cesare Bovo)‏ (مواليد 14 يناير 1983 في روما - إيطاليا) لاعب كرة قدم إيطالي يلعب حاليا لصالح نادي الدرجة الأولى باليرمو الإيطالي منذ 2008 في مركز قلب الدفاع كما يجيد اللعب في مركز الظهير الأيسر . .

## روابط خارجية
- تشيزاري بوفو على موقع الاتحاد الأوربي (الإنجليزية)
- تشيزاري بوفو على موقع قاعدة بيانات كرة القدم.إي يو (الإنجليزية)
- تشيزاري بوفو على موقع Soccerway.com (الإنجليزية)
- تشيزاري بوفو على موقع عالم كرة القدم.نت (الإنجليزية)
- تشيزاري بوفو على موقع كووورة
- تشيزاري بوفو على موقع أوليمبيديا (الإنجليزية)
- تشيزاري بوفو على موقع اللجنة الأولمبية الإيطالية (الإيطالية)
- تشيزاري بوفو على موقع AS.com (الإسبانية)